# Новое вино в ветхие мехи

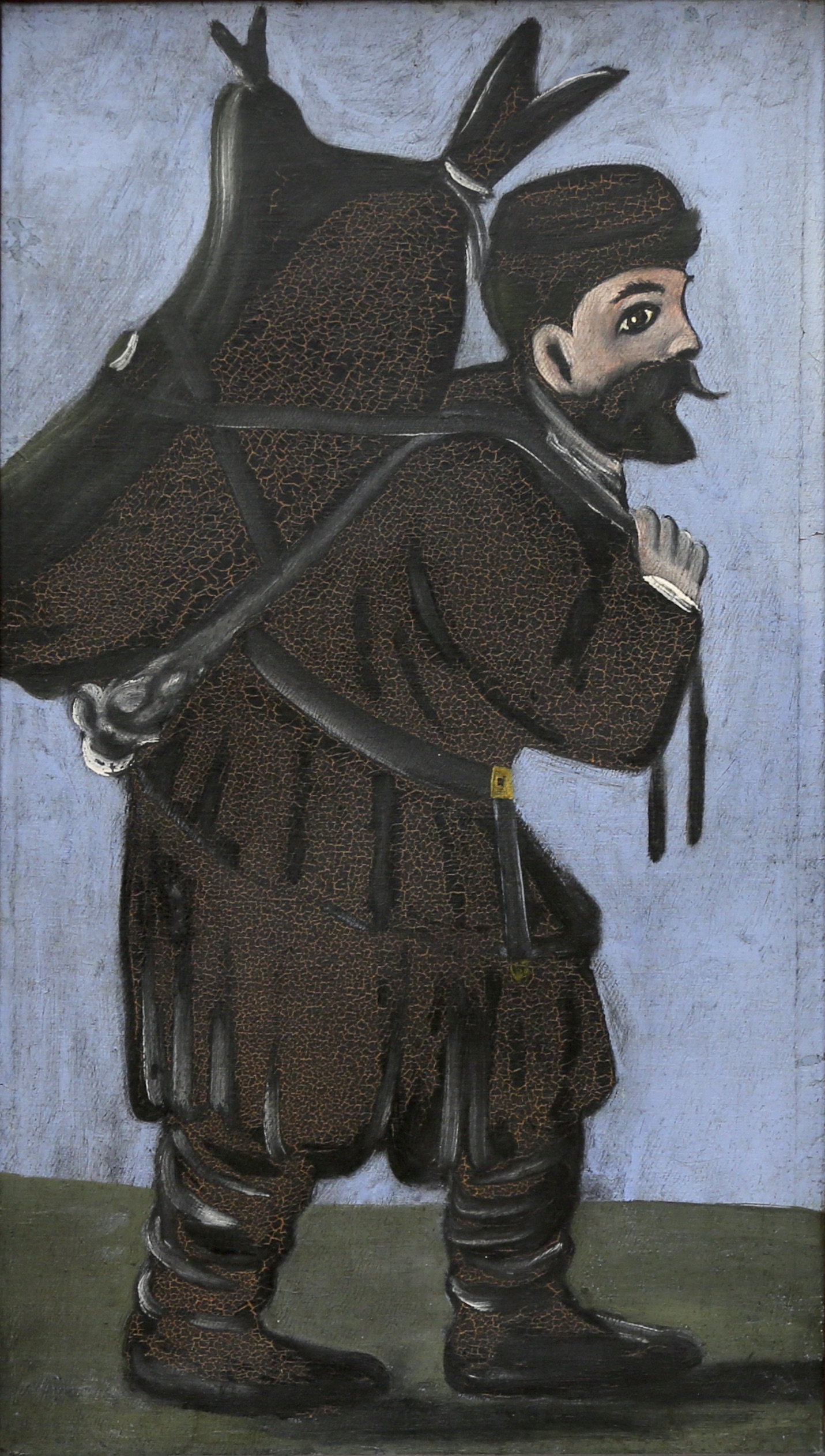
Нико Пиросмани. Муша (носильщик) с бурдюком. Государственный музей искусств Грузии, Тбилиси.

Но́вое вино́ в ве́тхие ме́хи — фраза, встречающаяся в Евангелии от Матфея (Мф. 9:17), Евангелии от Марка (Мк. 2:21-22), Евангелии от Луки (Лк. 5:37—39). Фраза во всех Евангелиях звучит одинаково, только у Луки добавлены ещё слова.
Евангелие от Луки:

И никто не вливает молодого вина в мехи ветхие; а иначе молодое вино прорвёт мехи, и само вытечет, и мехи пропадут; но молодое вино должно вливать в мехи новые; тогда сбережётся и то и другое. И никто, пив старое вино, не захочет тотчас молодого, ибо говорит: старое лучше.

Во всех трёх синоптических Евангелиях эта фраза появляется сразу после призвания Левия Матфея, когда Иисус объясняет, почему его ученики не постятся, хотя ученики Иоанна Крестителя постятся (Мк. 2:18—20).

## Толкование
В притче были использованы образы из повседневной жизни. Новые мехи растягиваются вместе с молодым вином, налитым в них, а потом затвердевают. Если молодое вино налить в старые, затвердевшие мехи, они могут лопнуть из-за продолжающегося брожения. Также и новая ткань садится со временем, поэтому старую, уже подсевшую одежду нельзя латать новой тканью.
Различные толкования метафоры:
- Ветхими мехами Христос образно обозначил иудейскую религию. Притча о новом вине в ветхих мехах, как и аналогичная ей притча о новой и ветхой ткани (Мк. 2:21) часто понимается в том смысле, что новое учение Христа не может уместиться в рамках иудейской религии, или в рамках любых современных ей религиозных представлений (см. также Суперсессионизм). В особенности же речь идёт о всех иудейских постах, установленных Ветхим Заветом. Христос даёт новое учение о постах. Новое учение не вливается в ветхих иудеев. («Новое учение о постах это — новая одежда и новое вино. Требовать от учеников прежнего соблюдения постов значит вливать новое вино в старые мехи, или пришивать к старой одежде новую заплату»[1]. «Вы [фарисеи] требуете, чтобы Мои ученики прикрывались ветхой одеждой ваших обрядов и преданий старцев. А Я требую, чтобы они облеклись в новую одежду всепрощающей любви. Поймите же, что нельзя надеть новую одежду, не сбросив предварительно старую. Нельзя и чинить эту обветшалую одежду, вырезая куски из новой. Старую этим не поддержишь. Она ещё скорее распадется от этих заплат. Да и новой повредишь. Ведь вы знаете также, что молодое вино не вливают в старые мехи, потому что они не в состоянии вместить его в себе. Так предоставьте же Моим ученикам свободу сделаться новыми мехами для принятия Моего учения и облечься в новую одежду, сбросив с себя обветшалую. Если они ещё не вполне прониклись духом Моего учения, то всё же они познали преимущества его перед вашим учением. И как вы, попробовав хорошего вина, не станете пить плохого, так и они, последовав за Мной, не пойдут к вам»[2].)
- Многие христианские толкователи объясняли, что этой притчей Иисус показывает, что он основывает новую религию, иную, чем иудаизм, и иную, чем учение Иоанна Крестителя (например, так учил Игнатий Антиохийский в послании к Магнезийцам Х Архивная копия от 3 января 2008 на Wayback Machine, см также Список событий в первые века христианства). Некоторые христиане использовали эту фразу, когда предлагали новые формы христианства. В начале второго века Маркион использовал эту фразу для оправдания Маркионитства. Другие считают, что такое толкование вступает в противоречие с фразой в Евангелии от Луки Лк. 5:39): И никто, пив старое вино, не захочет тотчас молодого, ибо говорит: старое лучше. Евангелие от Луки говорит не столько о несостоятельности старой религии, сколько о природе учения и о учениках. Никто не предлагает опытному ученику урока, предназначенного для неопытного ученика. Для опытного это будет бесполезно, а урок, предназначенный опытному ученику, не будет воспринят неопытным[3].
- Словами о новом и старом вине Христос отвечает на вопрос о постах фарисеев (почему ученики Иоанновы постятся часто и молитвы творят, также и фарисейские, а Твои едят и пьют? Лк 5:39): фарисейские посты являются молодым, неперебродившим вином — они оказывают на народ «пьянящий» эффект, и народ уважает фарисеев; но для «ветхих мехов» — иудейского народа — фарисейские посты не годятся, непосильны. Не следует соблюдать постов, придуманных людьми, фарисеями; посты, установленные Законом, установлены Богом.[4]
- Ветхие мехи, как и Ветхий Завет, хранили в себе выдержанное качественное вино, то есть заповеди Моисея и речения мудрецов и пророков. Как молодое вино нельзя вливать в ветхие мехи, точно так же нельзя и соединять фарисейские добавочные посты с учением Ветхого Завета, проверенного и сохранённого веками. Как незрелое молодое вино может навредить ветхим мехам, так и незрелое фарисейское учение о дополнительных постах может навредить Ветхому Завету. Мехи делались из выделанных шкур животных, например из цельной кожи ягнёнка. Поэтому такие мехи, наполненные вином, сохраняли контур туловища ягнёнка. В свою очередь, Мессия изображался как Агнец, ведомый на заклание (Ис. 53:7). Поэтому под новыми мехами можно понимать Мессию, а под молодым вином те новшества, которые принесёт с собой Мессия.[4]
- Новое учение, данное Христом, должно сформироваться и настояться; как и молодому вину, новому учению нужны новые мехи, то есть новая религиозная система.
- «Новое вино — пост, ветхие мехи — слабость учеников, которой не должно обременять»[5]; «Новая заплата и новое вино — это строгий пост, строгие требования вообще. А старая одежда и старые мехи — это немощность, слабость учеников, ещё не подготовленных к несению больших подвигов» (Толкование Иоанна Златоуста, по Четвероевангелию Архиепископа Аверкия).
- Притчи призваны проиллюстрировать мысль «всему своё время и своё место». В то время, пока Иисус находился с учениками, им не было необходимости поститься, но когда он уйдёт от них — они тоже будут иметь посты («Но придут дни, когда отнимется у них жених, и тогда будут поститься в те дни» (Лк. 5:35)). У Иисуса спрашивают про причину отсутствия поста, и Тот отвечает, что Его ученики сейчас не постятся, но будут поститься, когда Его не станет.

## Евангелие от Фомы
Похожее изречение есть в Евангелии от Фомы. В Евангелии от Фомы изречение находится вне повествования.

Ни один человек, который пьёт старое вино, тотчас не стремится выпить вино молодое. И не наливают молодое вино в старые мехи, дабы они не разорвались, и не наливают старое вино в новые мехи, дабы они не испортили его. 

В терминах, используемых гностиками, Иисус является женихом, а его ученики — гости на свадьбе; гости не могут поститься, пока жених с ними, до тех пор, пока он не будет отнят от них. Далее говорится о том, что никто не использует старой вещи для починки новой, потому что новая порвётся, и мысль подчёркивается образом старого и молодого вина, новых и старых мехов.